# Borgoi
Borgoi (en rus: Боргой) és un poble de la República de Buriàtia, a Rússia, segons el cens del 2020 tenia 477 habitants.